# Sh2-115
Sh2-115 è una nebulosa a emissione visibile nella costellazione del Cigno.
Si individua nella parte settentrionale della costellazione, circa 2,5° a nordovest della brillante stella Deneb; il periodo più indicato per la sua osservazione nel cielo serale ricade fra i mesi di luglio e dicembre ed è notevolmente facilitata per osservatori posti nelle regioni dell'emisfero boreale terrestre.
Si tratta di una regione H II di notevole estensione dalla forma ovaleggiante e attraversata in senso nordovest-sudest da una banda oscura che la divide apparentemente in due parti uguali: la parte orientale è dominata dalla presenza di un piccolo ammasso aperto, noto come Berkeley 90, con il quale risulta fisicamente associata, mentre la parte occidentale giace in direzione della stella variabile α2 CVn HD 196178 (V2015 Cyg), di magnitudine apparente media pari a 5,63; tuttavia, la distanza di questa stella dal Sole è pari ad appena 148 parsec (481 anni luce), nettamente inferiore a quella stimata per la nebulosa, circa 2300 parsec (7500 anni luce). Le stelle responsabili della ionizzazione dei gas sono LS III +46 12, di classe spettrale O6III, DM46 2972, di classe O9.5V, e DM46 2978, di classe B0III; la prima di queste domina l'ammasso Berkeley 90. Nello stesso campo appare anche la stella BD+46 2972, la cui distanza è però maggiore della nebulosa, pertanto una sua relazione fisica con essa sarebbe da escludere.
Sh2-115 corrisponde alla parte ionizzata di una grande nube molecolare la cui massa è stata stimata pari a circa 4400 M⊙, estesa per oltre 30 parsec. Secondo il catalogo Avedisova, la regione di formazione stellare alla quale appartiene questa nebulosa comprende anche diverse sorgenti di radiazione infrarossa osservabili nella sua direzione, come IRAS 20328+4639, IRAS 20334+4636, IRAS 20335+4637 e IRAS 20334+4654, individuate nel corso degli anni ottanta; a queste si aggiunge la sorgente di onde radio W71. La sua distanza di 2300 parsec corrisponde a una regione del Braccio di Orione situata poco al di là del grande sistema nebuloso di Cygnus X, dal quale disterebbe circa 500 parsec.